# Бурлачук Фока Федорович
Фока́ Фе́дорович Бурлачу́к (нар. 22 липня 1914,  Сніжна — пом. 25 вересня 1997, Київ) — російський радянський письменник. Член Спілки письменників України від 1982 року. Генерал-майор. Батько психолога Леоніда Бурлачука.

## Біографія
Народився 9 [22] липня 1914 року в селі  Сніжна (нині Погребищенського району Вінницької області). Учасник Другої світової війни. 1943 року став членом ВКП(б). 1951 року закінчив Військову академію Генерального штабу. Понад 30 років служив у лавах Радянської армії.
1 листопада 1988 року на звітно-виборних зборах Київської організації Спілки письменників України у своєму виступі зазначив, що в Україні гальмуються процеси перебудови, ініційованої Михайлом Горбачовим, і запропонував створити Народний фронт на її підтримку. Збори ухвалили організувати ініціативну групу, доручили їй підготувати установчі документи майбутньої організації, якою став Народний Рух України .
Помер в Києві 25 вересня 1997 року.

## Творчість
Друкувався під час війни у фронтових газетах. Писав російською мовою, переважно на історичні теми, беручи за основу архівні документи.
Темі декабристів присвятив повісті:
- «Черниговского полка поручик» (Київ, 1979) — про Івана Сухінова (українською мовою переклав В. Кузьменко);
- «Сожженные мосты» (Київ, 1981);
- «Владимир Раевский» (Москва, 1987; серія «Жизнь замечательных людей»);
- «Белый лебедь» (Київ, 1987).

Інші книги:
- повість «Возвращайтесь, аисты» (Київ, 1978) — про тяжкі випробування, що лягли на плечі народу в роки війни з нацистами;
- збірка оповідань «Нержавеющий клинок» (Київ, 1983), до якої увійшла також повість «Талисман», «Любви последний свет» (Київ, 1993).

## Відзнаки
- Нагороджений:
  - двома орденами Червоної Зірки (15 травня 1944; 30 квітня 1954);
  - орденами Вітчизняної війни І ступеня (6 квітня 1985) і ІІ ступеня (9 червня 1945);
  - орденом Трудового Червоного Прапора (22 лютого 1968);
  - медаллю «За бойові заслуги» (24 червня 1948)[3].
- Премія імені Володимира Короленка  за 1997 рік.